# Vaccin diphtérique, tétanique, coquelucheux, poliomyélitique et de l'Haemophilus type b
Le vaccin diphtérique, tétanique, coquelucheux, poliomyélitique et de l'Haemophilus type b (abrégé vaccin DTCP-Hib ou DTCa-P-Hib) est un vaccin combiné pentavalent dirigé contre la diphtérie, le tétanos, la coqueluche, la poliomyélite et les infections invasives à Haemophilus influenzae de type b. Il est fabriqué et commercialisé par les laboratoires GlaxoSmithKline sous le nom Infanrix quinta, et par les laboratoires Sanofi sous le nom Pentavac.
En France, le schéma d'administration comporte 3 injections aux âges de 2, 4 et 11 mois.